# Diecezja Dibrugarh
Diecezja Dibrugarh – diecezja rzymskokatolicka w Indiach. Została utworzona w 1951 z terenu diecezji Shillong.

## Ordynariusze
- Oreste Marengo, S.D.B. † (1951–1964)
- Hubert D'Rosario, S.D.B. † (1964–1969)
- Robert Kerketta, S.D.B. (1970–1980)
- Thomas Menamparampil, S.D.B. (1981–1992)
- Joseph Aind, S.D.B., (1995–2021)
- Albert Hemrom, (od 2021)